# Bass Point (England)
Bass Point är en udde i Storbritannien.   Den ligger i riksdelen England, i den södra delen av landet, 400 km väster om huvudstaden London.
Terrängen inåt land är platt. Havet är nära Bass Point åt sydost. Närmaste större samhälle är Porthleven, 16,3 km nordväst om Bass Point. 